# دبلیوای‌اس‌پی-۱
دبلیوای‌اس‌پی-۱ یک ستاره است که در صورت فلکی زن برزنجیر قرار دارد.